# Marshall McLuhan
Herbert Marshall McLuhan (Edmonton, 21 de julho de 1911 – Toronto, 31 de dezembro de 1980) foi um  destacado educador, intelectual, filósofo e teórico da comunicação canadense, conhecido por vislumbrar a Internet quase trinta anos antes de ser inventada. Ficou também famoso por sua máxima de que O meio é a mensagem e por ter cunhado o termo aldeia global. McLuhan foi um pioneiro dos estudos culturais e no estudo filosófico das transformações sociais provocadas pela revolução tecnológica do computador e das telecomunicações.

## Vida e carreira
O estudioso era filho de um corretor de imóveis, Herbert Ernest McLuhan, e uma professora e atriz, Elsie Naomi. Após uma falência nos negócios, seu pai alista-se no exército canadense para servir na Primeira Guerra Mundial. Após um ano de conflito, Herbert tem seus serviços dispensados e a família McLuhan se muda para a capital da província de Manitoba, Winnipeg. Assim, McLuhan chega, ainda aos 4 anos a cidade na qual cresceria. Em sua formação mais tenra, o autor frequentou a Kelvin Technical School.
Começou sua formação superior no curso de Engenharia, mas formou-se Bacharel em Artes em 1933, quando ganhou a University Gold Medal in Arts and Sciences (Medalha de Ouro da Universidade em Artes e Ciências). Em 1934 ingressou no Mestrado em Literatura Inglesa. Ambos pela Universidade de Manitoba, no Canadá. No Outono de 1934, ingressou na Universidade de Cambridge, onde teve contato com os especialistas em literatura inglesa: I. A. Richards e F. R. Leavis. Formou-se em 1936, ano em que também foi professor-assistente na Universidade de Winsconsin-Madison. Formou-se mestre em 1940 e doutor em 1942 com a tese: “O lugar de Thomas Nashe no aprendizado de seu tempo”.
Enquanto estudava em Cambridge, McLuhan deu os primeiros passos para a conversão no Catolicismo em 1937, baseando-se na leitura de G. K. Chesterton. Foi devoto durante toda sua vida, tendo a religião sempre como assunto privado. Deu aulas em escolas católicas de alto nível. De 1937 a 1944 lecionou Inglês na Universidade de Saint Louis (tendo seus serviços interrompidos de 1939 a 1940, enquanto esteve em Cambridge). Lá, foi orientador e amigo de Walter J. Ong. Onde veio a escrever sua dissertação de doutorado sob a influência de McLuhan, e futuramente torna-se uma autoridade em comunicação e tecnologia. Ainda em Saint Louis conheceu a professora e aspirante a atriz Corinne Lewis, com quem se casou em 4 de agosto de 1939. Passaram dois anos em Cambridge, enquanto McLuhan desenvolvia sua tese de doutorado.
De volta ao Canadá, lecionou na Assumption College em Windsor, Ontario, de 1944 a 1946. Na Universidade de Toronto ele desenvolveu boa parte da sua carreira como professor e pesquisador. Nos anos 50, McLuhan começou os seminários sobre Comunicação e Cultura, ainda na Universidade de Toronto. Com sua reputação crescendo, recebeu um grande número de ofertas de outras universidades. Para mantê-lo em seus quadros, a Universidade de Toronto criou o Centre for Culture and Technology (Centro de Cultura e Tecnologia) em 1963.
Na década de 1960, radicado nos Estados Unidos, foi professor na Universidade de Wisconsin. A experiência proporcionada pelo contato com jovens de uma cultura diferente criou em McLuhan a necessidade de compreende-la, aguçando seu interesse pelo trabalho teórico.
McLuhan foi nomeado para a cadeira Albert Schweitzer em Humanidades, na Universidade de Fordham, Bronx, Nova York entre 1967 e 1968. Durante sua estadia em Fordham, foi diagnosticado com um tumor benigno no cérebro, que fora tratado com sucesso. Retornou a Toronto, onde lecionou na Universidade de Toronto e viveu em Wychwood Park.
Marshall e Corinne McLuhan tiveram seis filhos: Eric, Mary e Teresa (gêmeas), Stephanie, Elizabeth e Michael. Os custos para manter uma grande família fizeram com que McLuhan aceitasse palestrar e fazer consultas em grandes empresas como IBM e AT&T. Em setembro de 1979, sofreu um derrame que afetou sua fala. A Universidade de Toronto tentou fechar seu centro de pesquisa logo após, mas houve protestos, o mais notável feito por Woody Allen.
McLuhan nunca recuperou do derrame e faleceu enquanto dormia em 31 de dezembro de 1980.

## Legado
O autor estudava o impacto das novas tecnologias e os efeitos dos meios de comunicação na sociedade. Em seu estudo,  desenvolveu uma série de conceitos que alcançaram grande fama e foram amplamente divulgados e têm sido revisitados por pesquisadores da comunicação da atualidade.
As opiniões sobre os conceitos que cunhou se dividem. Alguns o apontam como "guru da comunicação" e visionário (como Peter Burke, que o classifica como mais aventuroso e especulativo do que os historiadores),  outros o criticam e dizem que seu trabalho era superficial e baseado em determinismo tecnológico.
Durante sua vida e depois de sua morte, McLuhan influênciou muitos críticos culturais, pensadores e teóricos da mídia, tais como Neil Postman, Jean Baudrillard, Timothy Leary, Terence McKenna, William Irwin Thompson, Paul Levinson, Douglas Rushkoff, Jaron Lanier, Hugh Kenner, e John David Ebert. Também influenciou líderes políticos, como Pierre Elliott Trudeau e Jerry Brown.

## Obras

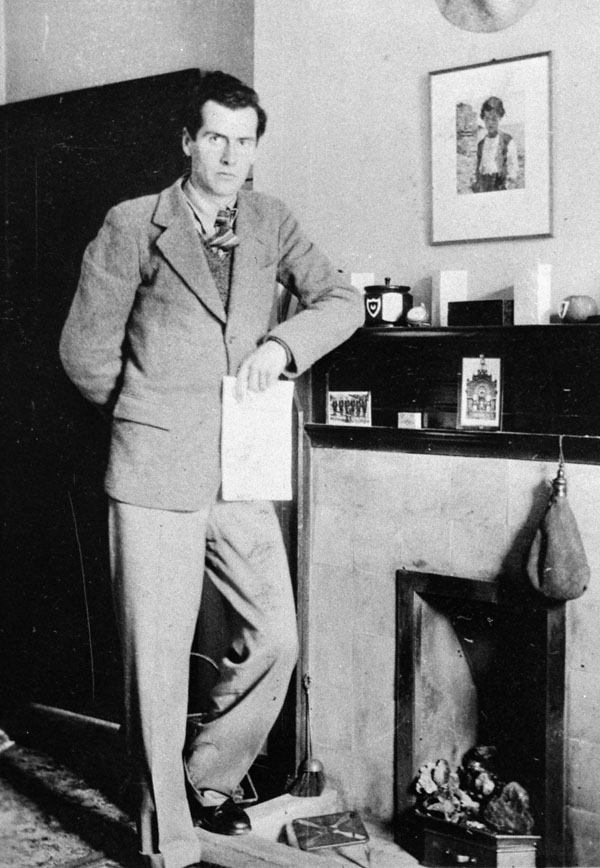
Marshall McLuhan na Universidade de Cambridge, 1940.

McLuhan teve aproximadamente 15 obras publicadas, além de artigos acadêmicos.
Concedeu várias entrevistas e chegou a participar de um filme do cineasta Woody Allen: Noivo neurótico, noiva nervosa, em 1977.
Entre suas obras de maior destaque estão O Meio é a Mensagem, Guerra e Paz na Aldeia Global,  A galáxia de Gutemberg e Os meios de comunicação como extensões do homem, seu primeiro livro de grande notoriedade.
Seus conceitos popularizaram-se, sendo quase sempre expressos em frases curtas e de impacto, tais como a mais célebre de todas: "O meio é a mensagem".

### The Mechanical Bride (1951)
O florescimento do seu interesse por cultura popular é influenciado por livro de 1933 de Leavis e Denys: Culture and Enviroment.
Em 51, é lançado o primeiro produto de seu estudo no campo que se convencionou chamar de cultura popular. Seu primeiro livro, The Mechanical Bride: Folklore of Industrial Man. Inclusive, o título deriva de uma peça dadaísta de Marcel Duchamp.
O livro é composto de vários pequenos textos que podem ser lidos em qualquer ordem, o que ele estilizou como a "abordagem mosaico" de escrever um livro.
Cada texto começa com um artigo de jornal ou revista ou uma propaganda, seguido pela análise de McLuhan. O autor escolheu os anúncios e artigos incluídos em seu livro não apenas para chamar atenção para os seus simbolismos e suas implicações para as pessoas jurídicas que os criaram e divulgaram, mas também para ponderar sobre o que essa publicidade implica sobre a sociedade em geral a que se destina.

### The Gutenberg Galaxy (1962)
The Gutenberg Galaxy, ou A Galáxia de Gutenberg, é a segunda obra de McLuhan. Escrita em 1961, mas publicada em 1962. Nesta obra, o autor segue estudando desde a cultura manuscrita a impressa. Nesta obra ainda, o autor sinaliza as  transformações da cultura oral mediante as transformações da cultura escrita.
McLuhan afirma que, até o surgimento da televisão, vivíamos na "Galáxia de Gutenberg". Nela, o conhecimento era entendido apenas em sua dimensão visual. Em sua ideia a antiga dimensão oral do conhecimento, pela qual este era transmitido oralmente, por lendas, histórias e tradições foi transformado com o invento de Gutenberg. Esse redimensionamento, por um lado, permitia a difusão do conhecimento, mas por outro, reduziu a comunicação a um único aspecto, o escrito.
Além do estudo dessas transformações, McLuhan nos apresenta como se reconfigura essa Galáxia de Gutenberg nos tempos da comunicação eletrônica. Foi com esta a obra que popularizou-se o termo Aldeia Global.
No livro, o autor revela como a tecnologia da informação (principalmente a mídia impressa) afeta a organização cognitiva dos indivíduos e como isso afeta a totalidade da organização social. McLuhan afirma também que as tecnologias não são simplesmente invenções que as pessoas empregam, mas são os meios pelos quais as pessoas são reinventadas.
Segundo a autora e historiadora, Elizabeth Eisenstein, seguindo as visões de McLuhan, a crise cultural era evidenciada pelo fim da imprensa e do homem tipográfico, o que estava se apresentando como diagnóstico, mas que para ela era só um sintoma.

### Understanding Media (1964)
Em sua terceira obra, Understanding Media: The Extension of Man (Os Meios de Comunicação como Extensões do Homem), o autor "passa em revista as tecnologias do passado e do presente e mostra como os meios de comunicação de massa afetam profundamente a vida física e mental do Homem e mostra como elas nos estão levando, do mundo linear, aristotélico, tipográfico, mecânico, da Primeira Revolução Industrial, para o mundo audiotáctil, tribalizado, cósmico, da Era Eletrônica". A concepção de McLuhan acerca dos media e da cultura é resumida em três afirmações fundamentais. A primeira é a de que “os media são extensões dos homens”; a segunda a de que “o meio é a mensagem”; e a terceira a de que “os media são uma espécie de motor da história”.
Na primeira parte do livro, McLuhan propõe que os meios em si, e não o conteúdo que carregam, é que deveriam ser o foco de estudo — popularmente citado como "o meio é a mensagem". Para justificar-se, McLuhan, defende que: " Toda tecnologia gradualmente cria um ambiente humano totalmente novo. Os ambientes não são envolvidos passivos mas processos ativos".
A compreensão de McLuhan é que um meio afeta a sociedade na qual desempenha um papel não pelo conteúdo que transmite, mas pelas características do meio em si. McLuhan apontou a lâmpada elétrica como uma clara demonstração desse conceito. Uma lâmpada elétrica não possui conteúdo da mesma forma que um jornal possui artigos ou uma televisão possui programas televisivos, mas ainda assim é um meio que possui um efeito social; isto é, uma lâmpada elétrica possibilita ações humanas durante a noite que, do contrário, seriam envolvidas por escuridão. Ele descreve a lâmpada elétrica como um meio sem conteúdo. McLuhan afirma que "uma lâmpada elétrica cria um ambiente por sua mera presença”. De forma mais controversa, ele postulou que o conteúdo possuía um pequeno efeito na sociedade—em outras palavras, não importava se uma televisão transmite programas infantis ou programas violentos, para exemplificar—o efeito da televisão na sociedade seria idêntico.
Ainda na primeira parte do livro, o autor trata de outros dos seus conceitos polêmicos, os meios quentes e frios. Os quais diferencia: "Há um princípio básico no qual se pode distinguir um meio quente, como o rádio, de um meio frio, como o telefone, de um meio quente como o cinema, de um meio frio como a televisão. Um meio quente é aquele que prolonga um único dos sentidos em alta definição. "Alta definição" se refere a um estado de alta saturação de dados. Visualmente uma fotografia se distingue pela alta definição. Já uma caricatura ou um desenho animado são de baixa definição, pois fornecem pouca informação visual. O telefone é um meio frio, de baixa definição, por que ao ouvido é fornecida uma magra quantidade de informação. A fala é um meio frio de baixa definição, por que muito pouco é fornecido e muita coisa deve ser preenchida pelo ouvinte. De outro lado, os meios quentes não deixam muita coisa para ser preenchida ou completada pela audiência". Sendo assim, argumenta que esses diferentes meios provocam diferentes efeitos no usuários.

#### Críticas sobre Understanding Media
Alguns teóricos atacaram as definições e o tratamento de McLuhan à palavra "meio", por ser muito simplista.
Umberto Eco, por exemplo, afirma que o meio de McLuhan funde canais, códigos e mensagens sob o abrangente do termo meio, confundindo o veículo, o código interno e o conteúdo de uma determinada mensagem em sua obra.
Em Media Manifestos, Régis Debray, assim como Eco, se incomoda com o essa aproximação reducionista, resumindo suas ramificações. A lista de objeções poderia ser e tem sido alongada indefinidamente:
- confundir tecnologia em si com seu uso do meio faz deste uma força abstrata e indiferenciada, e produz sua imagem em um "público" imaginário para consumo de massa;
- a ingenuidade mágica de supostas causalidades torna o meio uma contagiosa "mana"; o milenarismo apocalíptico inventa a figura de uma homogênea mass-mediática sem laços históricos e contextuais, e assim por diante.
Além disso, quando Wired o entrevistou em 1950, Debray afirmou que via McLuhan "mais como um poeta do que um historiador, um mestre em colagem intelectual em vez de um analista sistemático(...). McLuhan enfatiza exageradamente a tecnologia como agente por trás das mudanças culturais. Como se estas ocorressem à custa da utilização que as mensagens e códigos fazem da tecnologia".
Dwight Macdonald, por sua vez, censura McLuhan por seu foco na televisão e por seu estilo "aforístico" de prosa. Investe que o autor preencheu Understanding Media com "contradições, non sequiturs, fatos que estão distorcidos e fatos que não são fatos, exageros e imprecisão retórica crônica".
Em adição a obra, Misunderstanding Media de Brian Winston é publicada em 1986. Atua censurando McLuhan pelo que ele define como suas posturas tecnologicamente deterministas.
Raymond Williams e James W. Carey prolongam esse ponto de discórdia, afirmando:
"O trabalho de McLuhan foi uma culminação particular de uma teoria estética que tornou-se, negativamente, uma teoria social [...] Ela é um determinismo tecnológico aparentemente sofisticado que possui o significante efeito de indicar um determinismo social e cultural [...] Se o meio - seja o impresso ou a televisão - é a causa, de todas as outras causas, tudo o que o homem vê ordinariamente como história é imediatamente reduzido a efeitos" (Williams 1990, 126/7)
David Carr afirma que houve uma longa linha de "acadêmicos que construíram uma carreira desconstruindo os esforços de McLuhan em definir o ecossistema moderno do meio," seja pelo que eles enxergam como ignorância de McLuhan frente ao contexto socio-histórico ou o estilo de seu argumento.
Enquanto algumas críticas problematizaram o estilo de escrita e modo de argumento de McLuhan, o autor incitou leitores a pensar em seu trabalho como "sondas" ou "mosaicos" oferecendo ferramentas de aproximação para pensar sobre o meio.
Seu estilo de escrita eclético também foi elogiado por suas sensibilidades pós-modernas e sua adequação ao espaço virtual.

### The Medium is the Massage: An Inventory of Effects (1967)
Trabalho clássico de McLuhan, este livro  co-escrito com o designer gráfico Quentin Fiore, foi finalizado, compilado e produzido por Jerome Agel. Foi publicado em 1967.O livro foi um dos grandes best sellers do autor, vendendo cerca de um milhão de cópias ao redor do mundo. Suas 160 páginas são fruto da ideia de transpor os efeitos dos meios sobre o homem em sua composição visual, reconhecidas como uma composição experimental que foge dos padrões tradicionais desse meio.
O trabalho adapta o termo “massage” na iniciativa de denotar o efeito que cada meio possui nos sentidos humanos. Em verdade, a definição do título é resultado de um erro tipográfico, como descreve o sobrinho de Marshal McLuhan, que ao voltar do tipógrafo atentou que no lugar da palavra “message” havia a palavra “massage”. McLuhan, na ocasião, preferiu o título com o erro, alegando que estava na proposta certa. Atualmente, existem quatro possíveis leituras da última palavra do título, sendo elas: "Mensagem" e "Mess Age", "massagem" e "Mass Age".
Sua primeira versão brasileira saiu logo após seu lançamento em Nova York, com o título “Os meios são a massagem: um Inventário de Efeitos”. Recentemente, no ano do centenário do autor (2011), a Editora Imã fez uma nova tradução, adaptando o título para “O meio é a mensagem: um Inventário de Efeitos”. 
O livro é um mix de textos e imagens, contendo algumas páginas completamente cheias de palavras e outras com absolutamente nada. A obra não se resume a uma dinâmica teórica e literária; sua leitura está atrelada a uma experiência sensorial para além do simples ato de ler. Rompendo com o mundo do livro industrial, para alguns de seus leitores a experiência estende-se à sensação de estar vivenciando outros meios, no caso com o sentimento de que se está assistindo à um programa de televisão. O leitor experimenta uma mudança repetida de analítica registrada - desde “ler” impressão tipográfica a “escanear” fac-símiles - reforçando o argumento de McLuhan neste livro: que cada meio produz uma “mensagem” ou “efeito” diferente no sensorial humano.
Neste livro, Marshall McLuhan trabalha o argumento que primeiramente aparece no prólogo da obra “The Gutenberg Galaxy”(1962).  A ideia de que os meios são “extensões” dos homens - seus sentidos, mentes e corpos. A obra apresenta conceitos sobre o desenvolvimento dos meios eletrônicos e seus derivados efeitos sobre os indivíduos e a sociedade. Nele, Mcluhan descreve pontos-chaves sobre as mudanças na percepção humana a respeito do mundo e como ela é afetada por cada meio diferente.
Escrito há 40 anos, McLuhan antecipa neste livro os possíveis efeitos do que ele chama de “circuitação eletrônica”, que se encaixaria no que hoje entendemos como a internet. Ele chama a atenção para a compreensão em torno da iniciação de um novo ambiente, da liberdade criativa e informativa que ali surgia. Um ambiente totalmente distinto e desconectado daquele da imprensa e do livro, caracterizado por uma tecnologia sequencial, especializada e categorizante.
Nesta obra sua o autor afirma que: "a nova interdependência eletrônica cria o mundo à imagem de uma aldeia global". Quando ele falou isso, a coisa mais parecida com a internet que existia eram as redes de computadores militares norte-americanas. Computadores pessoais domésticos e até portáteis interligados mundialmente eram apenas um sonho, distante.
Finalmente, McLuhan descreveu pontos-chave de mudança na forma como o homem tem visto o mundo e como esses pontos de vista foram alterados pela adoção de novas mídias. “A técnica da invenção foi a descoberta do século XIX”, provocada pela adoção de pontos de vista fixos e perspectiva por tipografia, enquanto que “a técnica da suspensão do juízo é a descoberta do século XX", provocada pelas habilidades de rádio, filmes e televisão.
Uma versão em áudio da famosa obra de McLuhan foi feita pela Columbia Records. A gravação consiste em declarações feitas pelo autor interrompidas por outros oradores. A sonoplastia inclui pessoas que falam em várias fonações e falsetes, sons discordantes e músicas incidentais da década de 1960, no que poderia ser considerada uma tentativa deliberada de traduzir as imagens desconexas vistas na TV em formato de áudio, resultando na prevenção de uma corrente de pensamento consciente. Várias técnicas de gravação de áudio e declarações são utilizados para ilustrar a relação entre o que é falado, o discurso literário e as características dos meios eletrônicos de áudio. O biógrafo de McLuhan, Philip Marchand, denominou a gravação como “o equivalente a um vídeo de McLuhan em 1967.”
Algumas das frases mais famosas da obra em áudio foram:
"I wouldn't be seen dead with a living work of art." — Curador de Museu
"Drop this jiggery-pokery and talk straight turkey. — James Joyce

### Guerra e Paz na Aldeia Global (1968)
Em sua quarta obra, Guerra e paz na aldeia global, o autor se utiliza novamente de sua "abordagem mosaico". Criando uma colagem de imagens e textos ele ilustra seu pensamento de como a tecnologia elétrica "estimula mais descontinuidade, diversidade e divisão do que a sociedade mecânica antiga".
McLuhan teve como inspiração o romance Finnegans Wake de James Joyce. Prolongando-se no estudo das guerras ao longo da história, utiliza-se deste como um indicador de como a guerra pode ser realizada no futuro. O romance que o norteia é conhecido por ser um gigante criptograma que revela um padrão cíclico de toda a história do homem através de seus "Ten Thunders" ou "Dez Trovões".
Cada "trovão" abaixo é uma junção de 100 caracteres de outras palavras para criar uma declaração que ele compara a um efeito que cada tecnologia tem sobre a sociedade em que ela é introduzida.
A fim de absorver o maior entendimento de cada um, o leitor deve quebrar os conjuntos em palavras separadas e fala-las em voz alta para perceber o efeito falado de cada palavra. Há muita controvérsia sobre o que cada conjunto verdadeiramente significa.
McLuhan afirma que os "Dez Trovões" representam diferentes estágios da história da humanidade.
- Thunder 1: Paleolítico ao Neolítico. Fala. Separação Leste/Oeste. De pastorar a caçar animais.
- Thunder 2: Roupas como armamento. Esconder as partes íntimas. Primeiras agressões sociais.
- Thunder 3: Especialização. Centralização pelas rodas, transportes, cidades: vida civil.
- Thunder 4: Fazendas comerciais. Natureza submetida a ganância e poder.
- Thunder 5: Impressão. Distorção e tradução de padrões humanos e de posturas.
- Thunder 6: Revolução Industrial. Desenvolvimento extremo do processo de impressão e do individualismo.
- Thunder 7: Homens tribais novamente. Todos os "coros" acabam se separando, vida privada.
- Thunder 8: Filmes. Pop art. Casamento de imagem e som.
- Thunder 9: Carros e aviões. Centralização e descentralização juntos criam cidades em crises. Velocidade e morte.
- Thunder 10: Televisão. De volta ao envolvimento tribal. O último trovão é um velório lamacento e turbulento.

### From Cliché to Archetype (1970)
Em De Cliché para Arquétipo, McLuhan estende esses dois termos para além dos seus significados verbais ou literários habituais. Nesta obra, McLuhan, com a colaboração do poeta canadense Wilfred Watson, abordou as implicações do clichê verbal e do arquétipo. Um fato importante, mas raramente notado, que ele introduziu nesse livro foi o conceito de ''Teatro Global'', sucedendo Aldeia Global.
O autor entende que, em seu nível mais simples, um clichê é uma sonda perceptual, que promete novas informações, mas apenas reitera antigas formas estereotipadas de compreensão. Segundo McLuhan, um clichê é uma ação normal, como uma frase, que é usada tão frequentemente que seus efeitos são "anestesiados".
Já o arquétipo, para ele, "é uma extensão do citado, meio, tecnologia ou meio ambiente". Ambiente incluiria também os tipos de consciência e mudanças cognitivas trazidas sobre as pessoas por elas. Essa lógica assemelha-se ao contexto psicológico que Carl Jung descreveu. McLuhan também diz que existe um fator de interação entre o clichê e o arquétipo, uma duplicidade.
Outro tema do livro Finnegans Wake que ajuda a entender a mudança paradoxal do clichê ao arquétipo, é "tempos passados são passatempos". Sendo as tecnologias dominantes de uma época os jogos e passatempos de uma idade mais avançada. No século XX o número de "tempos passados" que eram ao mesmo tempo disponíveis era tão vasto como para criar anarquia cultural.
Quando todas as culturas do mundo estão simultaneamente presentes, o trabalho do artista na elucidação da forma assume um novo espaço e uma nova urgência. A maioria dos homens são empurrados para o papel do artista. O artista não pode dispensar princípio da "duplicidade" ou "interação", porque este tipo de diálogo é essencial para a própria estrutura da consciência, consciência, e autonomia.
Além disso, McLuhan relaciona o processo cliché-a-arquétipo ao Teatro do Absurdo:
Pascal, no século XVII, nos diz que o coração tem suas razões que a própria razão desconhece. O Teatro do Absurdo é essencialmente uma comunicação para a razão de algumas das línguas silenciosas do coração que, em duas ou três centenas de anos, tem tentado esquecer tudo. No mundo do século XVII as línguas do coração foram empurradas para dentro do inconsciente pelo clichê de impressão dominante.
As línguas do coração, ou outro modo que McLuhan definiu a cultura oral, fizeram o arquétipo por meio da imprensa, transformando-o em clichê.

### The Global Village: Transformations in World Life and Media in the 21st Century (1989)
Livro póstumo de Marshall McLuhan. Redigido em co-autoria com Bruce R. Powers fora publicado homonimamente 9 anos após a sua morte.
 A essência do conceito que permeia esta obra se baseia na mudança de percepção de mundo dos usuários dessas novas tecnologias. Para os autores o desenvolvimento dessas tecnologias estaria transpondo as culturas mundiais para uma unidade de ambiência, que chamou vila global. Assim, a obra apresenta a última revisão do autor de seus estudos trazendo consigo a mais recente abordagem visionária feita por ele com o conceito de vila global.
Contribuinte basilar no fornecimento de uma base teórica sólida para a compreensão das implicações culturais dos avanços tecnológicos e suas implicações a partir do surgimento de uma rede eletrônica mundial.
A primeira edição de “Aldeia Global” data de meados da década de 1960, e pode ser considerada percursora da narrativa globalizante. Sua última ponderação sobre o tema se concretiza como um dos mais importantes de seus trabalhos. Nele, McLuhan elabora amplamente sua concepção de 'Espaço Acústico', com Burke, promovendo, diante disso, uma aprofundada crítica em cima do padrão ao qual caminhava o modelo de comunicação do século XX.
A partir disso, desenvolve os conceitos de Espaço visual e Espaço acústico. McLuhan faz uma distinção entre a visão de mundo existente no Espaço Visual (modelo linear, quantitativo, clássico e geométrico) e no Espaço Acústico (modelo qualitativo com uma topologia paradoxal complexa). "Espaço Acústico tem o caráter básico de uma esfera cujo foco ou centro está, simultaneamente, em todos os lugares e cuja margem está em lugar nenhum".
Para ilustrar os dois espaços, ele aponta o modelo linear (visual) e seu modo quantitativo de percepção, como uma característica do mundo ocidental. O modelo multifacetado (acústico) e seu modo qualitativo de percepção, é tratado como característica do mundo oriental. Na perspectiva que o ser humano ocidental não possuiria a capacidade do oriental de transitar de um comportamento a outro sem um custo à sua saúde mental.
Em defesa dessa concepção, ele argumenta que: 
| “ | De um lado, a mídia impressa adota e preserva o espaço visual; enquanto de outro, meios como a televisão e as tecnologias de database (satélites e internet), impulsionam seus usuários para um universo mais dinâmico, multicentralizado no que seria o Espaço Acústico. Alertando, diante disso, que essa movimentação muito possivelmente não aconteceria suavemente/automaticamente, mas que seria um processo consciente. O autor aponta que, com o advento da aldeia global, enquanto resultado do worldwide communication, essas duas visões de mundo co-existiriam e precisariam ser entendidas simultaneamente, e não a partir de um ponto de vista fixo. A transição do Espaço Visual para o Acústico não foi automática com o advento da rede mundial, mas teria que ser um projeto deliberado. | ” |

| “ | O "ambiente universal de fluxo eletrônico simultâneo", inerentemente, favorece o Espaço Acústico. Ainda sim, nós somos retidos por hábitos de aderir a um ponto de vista fixo. Não existem barreiras para o som, nós ouvimos de todas as direções de uma só vez. Ainda sim, o Espaço Acústico e o Visual são inseparáveis. O intervalo de ressonância é a fronteira invisível entre eles. | ” |

## Conceitos
McLuhan buscou compreender o que se passou na evolução do homem, seu esforço em desenvolver-se e adaptar o mundo às suas necessidades. A criação tecnologias que lhe aprimoraram os sentidos e o poder das formas culturais. Ele buscava entender os efeitos que as tecnologias desenvolvidas pelo homem tinham sobre os aspectos sociais e psicológicos.
McLuhan trouxe para a educação um novo enfoque, baseado em suas teorias sobre comunicação. “Uma rede mundial de computadores tornará acessível, em alguns minutos, todo o tipo de informação aos estudantes do mundo inteiro”.
"Em nossas cidades, a maior parte da aprendizagem ocorre fora da sala de aula. A quantidade de informações transmitidas pela imprensa excede, de longe, a quantidade de informações transmitidas pela instrução e textos escolares", explica McLuhan, em seu livro "Revolução na Comunicação".
Os principais conceitos desenvolvidos por McLuhan, como teórico da comunicação, tem atingido uma grande aceitação entre estudantes e profissionais de diversas áreas.

### Evolução das mídias, linguagem e classificação dos meios
Neste conceito, McLuhan analisa o processo comunicativo através de uma perspectiva evolutiva. Segundo o autor são três os períodos de evolução das mídias, sendo eles: civilização da oralidade, civilização da imprensa e civilização da eletricidade.
Na civilização da oralidade, a palavra era falada e as relações sociais tribalizadas;
Na civilização da imprensa, que teve seu início marcado pelo surgimento da mesma, as relações sociais se destribalizaram.
Na civilização da eletricidade,  que também teve seu início marcado pelo surgimento do que a nomeia, as relações sociais humanas passam a ser tribalizadas novamente, pois os meios de comunicação que surgiram permitem maior interação entre os indivíduos.
Os conceitos de Meios quentes e Meios frios também foram elaborados por McLuhan. Segundo seu pensamento, cada mudança na tecnologia em suas diversas etapas tem como consequência mudanças na estrutura da sociedade. Essas mudanças não ocorreriam ao acaso pois “o surgimento de uma tecnologia não ocorre por uma tentativa isolada do desenvolvimento técnico em si, mas sim por uma tentativa de transformar, reproduzir, e documentar as experiências do homem (MCLUHAN, 1974, cap. 6).” 

### Meios "quentes" e "frios"
O conceito é apresentado na primeira parte de Understanding Media. McLuhan afirma que diferentes meios estimulam diferentes graus de participação por parte de uma pessoa que escolhe consumir tal meio de comunicação. Alguns meios, como os filmes, eram "quentes"—isto é, eles demandam um único sentido (neste caso, a visão), de uma maneira que uma pessoa não precise exercer muito esforço em preencher detalhes do que, no caso, é a imagem cinematográfica. McLuhan apresenta esse exemplo em contraste ao da televisão, sendo esta um "meio frio". Segundo ele, este último requer mais esforço da parte de um espectador para determinar-lhe significado. Se enquadram assim na mesma classe dos quadrinhos, que, devido a suas mínimas apresentações de detalhes visuais, requerem um alto grau de esforço para preencher com detalhes que o cartunista pode ter tido a intenção de retratar. Assim, um filme é dito por McLuhan como sendo "quente", intensificando a "alta definição" de um único sentido", exigindo a atenção do espectador, e um livro de quadrinhos como "frio" e de "baixa definição", exigindo muito mais participação consciente pelo leitor para extrair valor.
"Qualquer meio quente permite menos participação do que um frio, como uma palestra possibilita menos participação do que um seminário, e um livro, menos participação do que um diálogo."
Meios quentes normalmente, mas não sempre, fornecem completo envolvimento sem estímulos consideráveis. Por exemplo, impressões ocupam espaço visual, utilizam da visão, mas podem imergir seus leitores. Meios quentes favorecem precisão analítica, análise quantitativa e ordenação sequencial, como são normalmente sequenciais, lineares e lógicos. Eles enfatizam um sentido (por exemplo, de vista ou som) sobre os outros. Por esta razão, meios quentes podem também incluir o rádio, o cinema, a palestra e a fotografia.
Meios frios, por outro lado, são normalmente, mas não sempre, aqueles que fornecem baixo envolvimento com estímulos substanciais. Eles requerem mais participação ativa por parte do usuário, incluindo a percepção de padronizações abstratas e compreensão simultânea de todas as partes. Portanto, de acordo com McLuhan, meios frios incluem a televisão, seminários e desenhos. McLuhan descreve o termo "meio frio" como emergente do jazz e música popular, e, nesse contexto, é utilizado para significar "destacado".
Esse conceito parece forçar os meios em categorias binárias. Apesar disso, os meios quentes e frios de McLuhan existem em graus contínuos: são mais corretamente medidos em uma escala do que em termos dicotômicos.

### As extensões dos sentidos do homem
Segundo esse conceito desenvolvido por McLuhan, os meios são extensões dos sentidos dos homens. Essa dita extensão foi batizada pelo mesmo como “prótese técnica”. Para exemplificar esse conceito podemos imaginar que a roda é uma extensão dos pés e da capacidade de locomoção, o telefone a ampliação da nossa fala, uma pinça é a extensão da mão que proporciona maior precisão ao pegar algo. A relação entre o homem e o meio é simbiótica, e é preciso considerar esse aspecto para compreender os processos de transformação social advindos de inovações tecnológicas.
Diante de uma realidade teórica de valorização apenas da mensagem no processo de entendimento da comunicação, Marshall reposiciona no centro do debate os meios técnicos que envolvem essas mensagens.  Como cita a professora Filomena Bomfim UFSJ, "A preocupação inicial era com a apreensão da mensagem. Ele queria provocar um processo de aprendizagem mais efetivo". Ele coloca as novas tecnologias como um ambiente, defendendo que suas inter-relações com os sentidos do homem criam uma ambientação de vivência e ação do homem.
Em seu livro, explora os contornos e dimensões do prolongamento que essas tecnologias trazem para a vida do ser humano. Buscando, através disso, um princípio de inteligibilidade inserido em cada um deles. Para o pensador, haveria aí a possibilidade de compreensão dessas formas de maneira a ordená-las utilmente. Para McLuhan, o homem nasce apenas com seus sentidos, porém ao longo da vida, vai construindo ferramentas que aperfeiçoam esses sentidos. No caso, ele considera tecnologia qualquer artefato produzido pelo homem, as consideradas “extensões do homem”.
Marshal compreende o meio como uma forma de extensão dos sentidos humanos servindo como canal a suas potencialidades. Ele apreende o termo “meio” enquanto artefatos; e, partindo dessa lógica, o capta como além de um simples prolongamento. Ilustra-o designando, por exemplo,  a fala como meio de comunicação do pensamento; as roupas como uma extensão da pele, a roda como uma extensão do sistema locomotor; o livro como uma extensão da visão; e, o computador como uma invenção da tecnologia eletrônica do século XX, que consiste numa extensão ainda mais radical, prologando o próprio sistema nervoso central.
A originalidade do autor se encontra no fato de sua abordagem deslocar o foco para os efeitos e impactos desses meios/extensões nas faculdades humanas. Encara, antes de tudo, o meio enquanto um canal ativo de informação, que dialoga e transforma as formas como se conhece. Ou seja, traz à luz que, assim como a análise do conteúdo se faz importante, a interposição do meio em que ela é processada e transmitida se faz essencial, devendo ser levado consideração e estudado. Principalmente diante do objetivo aqui confrontado, de apreender os efeitos da comunicação nos homens e na sociedade.

### "O meio é a mensagem"
“O meio é a mensagem” tornou-se a frase mais famosa de McLuhan.
Esse conceito fora desenvolvido primeiramente no seu livro Os Meios de Comunicação como Extensões do Homem. Nele, McLuhan inicia a abordagem incitando o leitor sobre a centralidade do entendimento do desenvolvimento das tecnologias e suas transformações. Levantando, ainda, que essas inovações resultavam, cada uma, em um novo ambiente diferenciado, com efeitos e cargas diretamente ligadas com seus lugares simbólicos.
Apresentado como uma desconstrução da obsessão pelo conteúdo dentro dos estudos da comunicação. O autor identificava que essa obsessão era um resquício da cultura letrada, incapaz de se adaptar às novas condições tecnológicas. Ainda destaca a necessidade de abandonar o excessivo esforço demandado para a interpretação do conteúdo e a necessidade centralizar as atenções no que deveria ser o verdadeiro alvo dela: o meio.
"Trata-se de uma formulação excessiva pela qual o autor pretende sublinhar que o meio, geralmente pensado como simples canal de passagem do conteúdo comunicativo, mero veículo de transmissão da mensagem, é um elemento determinante da comunicação."
Nesse conceito, o autor aborda as relações sinestésicas entre o meio e o sentido explorado pela extensão. Assim, o meio deve ser analisado como “um conjunto de expressões que uma linguagem midiática pode decodificar ao ser apropriada por outro usuário”. O meio afeta a sociedade assumindo um papel de não ser apenas transmissor da mensagem, mas ser ele próprio a mensagem.
Esse entendimento é, em si, a tese central de Marshall. O famoso aforismo, baseado no paradoxo da troca de funções “meio” e “mensagem”, é baseado nesta curta e tão significativa frase. Essa noção é a premissa de que, independente do conteúdo, cada meio tem seus efeitos peculiares na percepção humana. Tem como função destacar a importância do meio no entendimento da “mensagem” e seus efeitos na sociedade. Sendo a analise do meio fundamental para compreender as transformações que essas interações trariam para as relações entre os homens.
A ideia consistiria no deslocamento do meio de um simples canal de passagem de conteúdo, para uma posição ativa com interferência direta na formulação do sentido. Um elemento determinante na comunicação, como ele enfatizaria. Marshall destaca, portanto, a possibilidade real do meio transformar o conteúdo que carrega. Esta lógica pode ser apreendido quando colocamos em contraste o rádio e a televisão. Ambos desencadeiam diferentes mecanismos de percepção, cada um caminha por determinado ângulo e se estrutura na formação dos contornos e das tonalidades daquilo que transmite. 
O autor desarranja a visão do meio como um suporte material da comunicação inócuo e incapaz de determinar algo dentro dela. Enfatizando, principalmente, que a incidência de seus efeitos iam além do que, até então, se tinha como aceitável. O teórico em questão, sublinha então a possibilidade de interferência para além dessa simplificação dos efeitos que esses meios teriam no destino final das mensagens que carregam.

### Aldeia Global
Nesse conceito McLuhan desenvolve a ideia de que, após as três eras midiáticas e os processos de tribalização, seguido da destribalização e retribalização, surge a Aldeia Global. Um espaço de convergência, onde a evolução tecnológica permitiria em qualquer circunstância a comunicação direta e sem barreiras. "um mundo interconectado por mídias de massa que forjariam uma cultura global". Esse concepção está diretamente relacionada com o conceito de Globalização.
Corresponde a uma nova visão do mundo possível através do desenvolvimento das modernas tecnologias de informação, comunicação e da facilidade e rapidez dos meios de transporte. McLuhan considerava que, com os novos media, o mundo se tornaria uma pequena aldeia. Nela, todos poderiam falar com todos e o mais insignificante dos rumores poderia ganhar uma dimensão global.
Como paradigma da aldeia global, ele elegeu a televisão. Era este um meio de comunicação de massa em nível internacional, que começava a ser integrado via satélite. Desprezando, no entanto, que as formas de comunicação da aldeia são essencialmente bidirecionais e entre dois indivíduos. Podemos perceber um modelo comunicacional caracterizado, principalmente, por uma quase-interação mediada proporcionada pela ausência de feedback e pela disponibilidade de diversos tipos de informações a um número indeterminado receptores.
Esse conceito recebeu severas críticas e chegou a ser considerado utópico e paradisíaco à sua época. No entanto, com o advento da Internet, é possível verificar que a ideia de Aldeia Global é tangível. Apesar de o acesso à Internet não estar disponível para todos, a rede causou modificações em diversos aspectos do comportamento social como um todo.

### Tétrade
Em Leis de Mídia (1988), publicado postumamente por seu filho Eric, McLuhan resumiu suas ideias sobre a mídia em um tétrade conciso dos efeitos dele. O tétrade é um meio alternativo para discutir o efeito da tecnologia na sociedade. Tais efeitos são divididos em quatro categorias(aperfeiçoamento, obsolência, recuperação e reversão) e exibidas simultaneamente. Em vez de usar um modelo baseado na casualidade, o tétrade organiza um artefato como um "intervalo de ressonância": um objeto que transcende o tempo; e é afetado tanto por seus próprios atributos quanto pelo meio ambiente que o cerca.
O principal objetivo do tétrade é criar uma "consciência abrangente", tanto dos artefatos quanto de seus arredores. Foi projetado como uma ferramenta pedagógica. McLuhan parte de seu mentor, Harold Innis ao sugerir que o meio "superaquece", ou reverte para uma forma oposta, quando levado ao extremo.

#### Criação do tétrade
A criação dessa ferramenta exige que o usuário busque o equilíbrio mental entre o espaço acústico e visual. Exigindo o poder cognitivo de ambos os hemisférios direito e esquerdo do cérebro. O tétrade é obtido através de um processo de questionamento, com base no conhecimento do desenvolvimento histórico, social e tecnológico. São utilizadas quatro perguntas para analisar qualquer meio:
- O que o meio aperfeiçoa?
- O que o meio torna obsoleto?
- O que o meio retoma que já havia sido obsoleto anteriormente?
- No que o meio se transforma quando levado ao extremo?

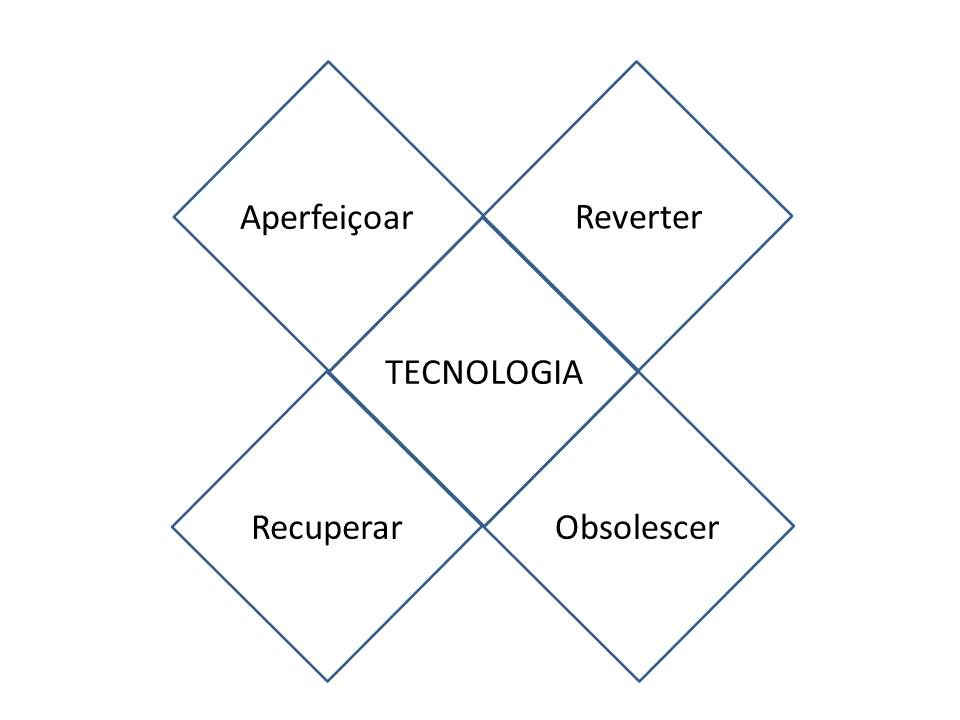

Essas questões resultam nos quatro efeitos citados anteriormente, cujos estão em relação de ressonância (ou transferência) um com o outro. As partes do tétrade estão em relação de complementaridade. As leis do tétrade existem simultaneamente, não sucessivamente ou cronologicamente, e permite que o "entrevistador" explore a "gramática e sintaxe" da "linguagem" dos meios de comunicação
Visualmente, um tétrade pode ser montado como quatro diamantes formando um X com o nome Mídia no centro. Os dois diamantes da esquerda são Aperfeiçoamento (Enhancement) e Recuperação (Retrieval), qualidades ilustrativas. Os dois diamantes da direita são Obsolescência (Obsolescence) e Reversão (Reversal), qualidades de fundamento.
Usando o exemplo da rádio:
- Aperfeiçoamento: O que o meio amplifica ou intensifica. Rádio amplifica notícias e músicas através do som.
- Obsolescência: O que o meio exclui de destaque. Rádio reduz a importância da impressão e do visual.
- Recuperação: O que o meio recupera que foi anteriormente perdido. Rádio retorna a palavra falada para o primeiro plano.
- Reversão: O que o meio faz quando atinge o extremo. Rádio acústico vira a TV audiovisual.

## Críticas gerais
A obra de McLuhan, pelo seu estilo e abordagem peculiar, foi muito criticada por várias correntes teóricas dentro da academia. Tanto por historiadores mais analíticos como Peter Burke; quanto por marxistas como: Raymond Williams e Enzensberger.
Burke, em seu livro Uma História Social da Mídia, criticou McLuhan pelo seu formalismo em relação a Televisão. Considera suas ideias extremamente abstratas e ignorando as características especificas de determinadas culturas:
| “ | "Seus livros de grande divulgação e escritos em sequência, começando com A galáxia de Gutenberg (1962), dirigiram a atenção para as características intrínsecas de determinada mídia, incluindo a impressa, o rádio e a televisão. Em todos os livros, ele tratou mais da abrangência da mídia ("quente" ou "fria", uma diferença que ele estabeleceu) do que das mensagens e seus conteúdos, programas, não levando em consideração as diferenças nacionais ou as diversidades sociais dentro de cada país, as quais influenciaram diretamente, junto com as estruturas educacionais, os padrões de controle e as gamas de conteúdo e os estilos de apresentação. Entretanto, quando generalizou sobre a aldeia ou o globo, estava influenciado pelas tradições e experiências típicas do Canadá." | ” |

Raymond Williams, de tradição mais marxista e um dos expoentes da chamada Nova Esquerda, acusou McLuhan de possuir um formalismo extremo e de determinismo tecnológico para suas análises comunicacionais,  se esquecendo do conteúdo da História como um dos fatores determinantes para as mudanças e processos sociais:
| “ | "A formulação inicial — 'o meio é a mensagem' — era um formalismo simples. A formulação posterior — 'o meio é a massagem' — é uma ideologia direta e funcional." | ” |

Outro critico de McLuhan é o escritor e ensaísta alemão, Hans Magnus Enzensberger. Também marxista, ele faz críticas mais duras e pessoais ao posicionamento apolítico de suas análises, servindo, segundo o alemão,  a um pensamento reacionário sobre as relações de poder da mídia. O crítico acusava-o de ser "o primeiro a realizar uma mística das mídias, na qual todos os problemas políticos se evaporam como névoa – aquela névoa azul com que ela ilude os seus discípulos”. Enzensberger ainda diz:
| “ | "Atualmente, essa vanguarda apolítica encontrou seu ventríloquo e profeta na figura de Marshall McLuhan, um ator a quem faltam, é verdade, todas e quaisquer categorias analíticas para a compreensão de processos sociais, cujos livros, apesar de confusos, podem servir de playground de observações incontroladas sobre a indústria da consciência." | ” |

## Principais obras
- O Meio é a Mensagem
- Aldeia Global
- Os meios de comunicação como extensões do homem
- A Galáxia de Gutenberg
- Revolução na Comunicação

## Entrevistas
Marshall McLuhan "The Playboy Interview: Marshall McLuhan" Entrevista para a revista francesa, L’Express (1972) Eric McLuhan "O Filho é a Mensagem" "McLuhan Retorna Com A Globalização"

## Produções importantes sobre o autor
- Compreender a Marshall McLuhan[44]
- McLuhan's Wake[45] - Documentário produzido pela  Primitive Entertainment, em 2002. Dirigido por Kevin McMahon, o filme desenvolve a teoria de McLuhan através de quatro questões fundamentais. Seu título é uma clara referência ao ilegível Finnegans Wake (1939) de James Joyce.